# Bryum salakense
Bryum salakense är en bladmossart som beskrevs av Jules Cardot 1912. Bryum salakense ingår i släktet bryummossor, och familjen Bryaceae. Inga underarter finns listade i Catalogue of Life.